# Дамјан Даласен
Дамјан Даласен (940 – 19. јул 998) је био византијски аристократа и први познати члан племићке породице Даласен . Познат је по својој служби као војни гувернер ( дукс ) Антиохије 996–998. Борио се са Фатимидима са извесним успехом, све док није погинуо у бици код Апамеје 19. јула 998.

## Биографија
Дамјан је први потврђени члан угледне породицеДаласен .  Његов рани живот је непознат, али се из генеалошких разлога процењује да је рођен око. 940.  Ништа се о њему не зна пре 995/6. године, када га је цар Василије II именовао за гувернера Антиохије, наследивши на том положају Михајла Бурка након његовог пораза у бици на Оронту у септембру 994.   Ово је био један од најважнијих војних положаја у Византијском царству, јер је његов носилац командовао снагама распоређеним против Фатимидског калифата и полуаутономних муслиманских владара Сирије .  У том својству имао је високу титулу или патрикиос (према Јовану Скилици) или магистрос (према Стефану од Тарона ). 
Даласен је задржао агресиван став. Његове снаге су 996. извршиле препад на околину Триполија и Акре, док је Мањутакин, опет без успеха, опседао Алеп и Антарт, које су Византинци заузели и ојачали претходне године, али је био приморан да се повуче када је Даласен са својом војском дошао да ослободи тврђаву.  Фатимидском поразу је допринело потапање фатимидске флоте, која је имала за циљ да подржи Мањутакинове операције, пре Антарта.  Даласен је поновио своје нападе на Триполи 997. године, узевши много заробљеника. Такође је напао градове Рафанија, Авџ и Ал-Лакба, заузевши потоњи и одводећи његове становнике у заточење.  
У јуну/јулу 998. кренуо је са својим трупама у Апамеју да заузму град након што је катастрофални пожар спалио његове намирнице. Војска Алепа је прво покушала да заузме град, али су се повукли када се приближио Даласен, који није могао да дозволи да вазал превише ојача.   Локални фатимидски гувернер, ал-Мала'ити, позвао је у помоћ, али је помоћна војска под командом Џејша ибн Самсаме била заузета јер је прво морала да се позабави сузбијањем побуне у Тиру коју је подржала Византија.  Након што је Тир био покорен, Џејш је преместио своју војску у Дамаск, одакле је наставио да се супротставља Даласену. Ибн ал-Каланиси извештава да је у то време Апамеја била близу предаје због глади. У бици која је настала 19. јула 998. године, Византинци су у почетку победили, али је курдски официр успео да убије Даласена, након чега се византијска војска разбила и побегла. Два његова сина, који су пратили Даласена, одведени су у заробљеништво у Каиро, где су остали десет година, док Стефан од Тарона помало сумњиво извештава да је један од његових синова убијен.   Дамјана Даласена је као дукс Антиохије наследио Нићифор Уран . 

## Породица
Дамјан Даласен је имао најмање три сина:  
- Константин Даласен, дукс Антиохије 1025. и миљеник цара Константина VIII (р. 1025–1028).
- Теофилакт Даласен, такође дукс Антиохије.
- Роман Даласен, катепан у Иберије .

Теофилакт је највероватније био отац Адријана, деда по мајци Ане Даласене, мајке цара Алексија I Комнина, оснивача династије Комнина . 